# 오구리촌 (이바라키현)
오구리촌(小栗村)은 이바라키현 마카베군에 일찍이 존재했던 촌이다.

## 지리
- 현재 지쿠세이시의 북동부, 옛 교와정의 북부에 위치한다.
- 촌은 고원과 평지가 뒤섞인 골짜기가 많은 지형이다.
- 촌은 고가이강 동쪽 기슭에 위치한다.

## 역사
- 1889년 4월 1일 - 정촌제 시행에 의해 마카베군 오구리촌이 성립하였다.
- 1954년 12월 1일 - 니하리촌, 후루사토촌과 합병해 교와정이 성립하여, 동일 오구리촌은 폐지되었다.

## 인구
| 1891년 | 1,998 |
| 1920년 | 3,000 |
| 1935년 | 3,244 |
| 1938년 | 4,073 |
| 1950년 | 4,207 |

## 참고문헌
- 角川日本地名大辞典編纂委員会『角川日本地名大辞典 8 茨城県』、角川書店、1983年 ISBN 4040010809
- 日本加除出版株式会社編集部『全国市町村名変遷総覧』、日本加除出版、2006年、ISBN 4817813180